# Вале-де-Говіняш
Вале-де-Говіняш (порт. Vale de Gouvinhas; МФА: [ˈva.ɫɨ dɨ go.ˈvi.ɲɐʃ]) — парафія в Португалії, у муніципалітеті Мірандела. Розташована в північно-східній частині країни, на теренах історичної португальської провінції Трансмонтана. Входить до складу округу Браганса. За адміністративним поділом, чинним до 1976 року, терени парафії були складовою провінції Трансмонтана і Верхнє Дору. Належить до Брагансько-Мірандської діоцезії Католицької церкви. Патрон — святий Андрій. Площа — 17,1402 км². Населення — 319 ос. (2011). Слабо урбанізований регіон. Густота населення — 18,61 осіб/км²
. Код — 040732.

## Населення
| Кількість мешканців | Кількість мешканців | Кількість мешканців | Кількість мешканців | Кількість мешканців | Кількість мешканців | Кількість мешканців | Кількість мешканців | Кількість мешканців | Кількість мешканців | Кількість мешканців | Кількість мешканців | Кількість мешканців | Кількість мешканців | Кількість мешканців |
| ------------------- | ------------------- | ------------------- | ------------------- | ------------------- | ------------------- | ------------------- | ------------------- | ------------------- | ------------------- | ------------------- | ------------------- | ------------------- | ------------------- | ------------------- |
| 1864                | 1878                | 1890                | 1900                | 1911                | 1920                | 1930                | 1940                | 1950                | 1960                | 1970                | 1981                | 1991                | 2001                | 2011                |
| 461                 | 452                 | 495                 | 574                 | 617                 | 584                 | 686                 | 886                 | 942                 | 855                 | 598                 | 638                 | 515                 | 380                 | 319                 |